# Анхироя
Анхироя (др.-греч. Αγχιροη) — имя ряда персонажей греческой мифологии:
- дочь аргосского речного бога Эрасина[1];
- жена микенского героя Пенфила, мать Андропомпа[2];
- дочь речного бога Нила, жена Бела, мать Египта и Даная[3]; в других версиях мифа - жена Сифона или Протея, мать Поллены и Роитейи[4];
- дочь ливийского речного бога Хремета, жена Псилла, мать Кратегена[5][6];
- Нимфа, изображённая на рельефе в храме Великих Богинь в Мегалополе[7][8].